# Ивуарийско-советские отношения
Ивуарийско-советские отношения —двусторонние отношения между Кот-д’Ивуаром и Советским Союзом. В целом, советско-ивуарийские отношения были спорадическими и холодными, поскольку ивуарийский президент Феликс Уфуэ-Буаньи не доверял Советскому Союзу и негативно относился к роли Советского Союза в Африке.

## Ивуарийско-советские политические отношения в 1960 — 1969 годы
Советский Союз объявил о признании независимости Кот-д’Ивуара и предложил новому государству установить дипломатические отношения в телеграмме, опубликованной 6 августа 1960 года (за день до провозглашения независимости Кот-д’Ивуара). Советский Союз начал импортировать какао-бобы из Кот-д’Ивуара в 1959 году, но эта торговля была прекращена в 1961 году.
Однако на раннем этапе обретения ивуарийской независимости советские аналитики классифицировали ивуарийское правительство как «реакционное». К середине 1960-х годов в отношениях Советского союза к Кот-д’Ивуару произошел сдвиг. Новое стремление СССР к развитию контактов с Кот-д’Ивуаром можно рассматривать как часть более широкой стратегии, направленной на расширение контактов с умеренными государствами Третьего мира, имеющими региональное значение (другим примером в Западной Африке была Нигерия).
Еще одним фактором, который препятствовал развитию ивуарийско-советских связей, стали тесные дипломатические связи Советского Союза с Гвинеей, которой правил противник Уфуэ-Буаньи Ахмед Секу Туре. Гвинею обвиняли в спонсировании оппозиции внутри Кот-д’Ивуара. Были подозрения, что Советский Союз оказывал поддержку этой деятельности. Однако советско-гвинейское сотрудничество было прервано. О взаимном соглашении об установлении дипломатических отношений между Кот-д’Ивуаром и Советским Союзом было объявлено 23 января 1967 года. В ноябре того же года был назначен первый посол СССР в Кот-д’Ивуаре Сергей Петров.
30 мая 1969 года Кот-д’Ивуар объявил, что разорвал отношения с Советским Союзом, поскольку были выдвинуты обвинения в том, что Петров оказал прямую поддержку протесту 1968 года в Национальном университете Кот-д’Ивуара.

## Ивуарийско-советские политические отношения в 1986 — 1990 годы
Отношения между двумя государствами были восстановлены только в феврале 1986 года. Восстановление двусторонних отношений можно объяснить двумя факторами. С одной стороны, Уфуэ-Буаньи начал проводить более активную внешнюю политику, включая более прагматичное отношение к Советскому Союзу. Кроме того, в то время Уфуэ-Буаньи активно добивался всё большего международного признания. Советский Союз направил Бориса Минакова своим послом в Кот-д’Ивуар. Он занимал пост посла до 1990 года включительно.